# Султанов, Шариф Хабибуллинович
Шариф Хабибуллинович Султанов (9 августа 1913, Карача-Елга, Уфимская губерния — 10 мая 1998, Уфа) — председатель колхоза имени Салавата Кушнаренковского района БАССР, Герой Социалистического Труда. Участник Великой Отечественной войны.

## Биография
Шариф Хабибуллинович Султанов родился 9 августа 1913 года в д. Карача-Елга (ныне Кушнаренковского района Республики Башкортостан). Образование — среднее.
Трудиться Шариф Хабибуллович начал в 1928 году в колхозе «Кумяк» Топорнинского (ныне Кушнаренковский) района. В 1933—1934 гг. — директор сельскохозяйственной станции молодёжи Топорнинского райкома ВЛКСМ.
В 1935—1937 гг. служил в рядах Красной Армии. В 1937—1938 гг. — начальник спецчасти Кушнаренковского райсовета депутатов трудящихся, в 1938—1942 гг. — помощник начальника, начальник 2-й части Кушнаренковского райвоенкомата. В 1942—1943 годах участвовал в Великой Отечественной войне. В 1943—1946 гг. работал заведующим отделом государственного обеспечения исполкома Кушнаренковского райсовета, в 1946—1957 гг. — заведующим отделом социального обеспечения района. В 1957 году — председатель колхоза имени Салавата Кушнаренковского района.
Валовое производство зерна в 1965 г. в колхозе, возглавляемом Ш. X. Султановым, по сравнению с 1957 г. увеличилось в 3 раза, картофеля — в 4 раза, поголовье крупного рогатого скота — в 5 раз, свиней — в 2,5 раза, овец — в 1,9 раза. Продажа зерна за этот период увеличилась в 6,6 раза, картофеля — в 40 раз, мяса — в 4,6 раза, молока — в 3,3 раза, яиц — в 50 раз, шерсти — в 4 раза. Средняя урожайность зерновых в 1965 г. составила 14,5 центнера, сахарной свёклы — 131 центнер, картофеля — 135 центнеров. Денежный доход колхоза в 1965 г. составил 790,6 тысячи рублей, по сравнению с 1957 г. увеличился в 10 раз.
В 1965 г. от каждой коровы было надоено по 1 994 килограмма молока, от курицы-несушки получено по 143 яйца, с одной овцы настрижено по 2,3 килограмма шерсти.
За период его работы председателем в колхозе были построены сельский клуб, Дом культуры на 380 мест, участковая больница на 25 коек, 5 коровников, 2 свинарника, 4 телятника, птичники на 7 000 кур.
За достигнутые успехи в развитии животноводства, увеличении производства и заготовок мяса, молока, яиц, шерсти и другой продукции Указом Президиума Верховного Совета СССР от 22 марта 1966 году Ш. X. Султанову присвоено звание Героя Социалистического Труда.
Руководил колхозом имени Салавата Кушнаренковского района до ухода на пенсию в 1975 году.
Почётный гражданин Кушнаренковского района (1987). Скончался 10 мая 1998 года.

## Награды
- Герой Социалистического Труда (1966)
- Награждён орденами Ленина (1966), Отечественной войны 2 степени (1985), Трудового Красного Знамени (1971), Красной Звезды (1943), медалями.

## Память
В целях увековечения памяти Ш. X. Султанова в историческом музее Шариповской средней школы Кушнаренковского района создан мемориальный уголок.
Именем героя названа одна из улиц в д. Шарипово Кушнаренковского района РБ.